# Quercus grisea
Quercus grisea — вид рослин з родини букових (Fagaceae); поширений на півдні США й у Мексиці.

## Опис

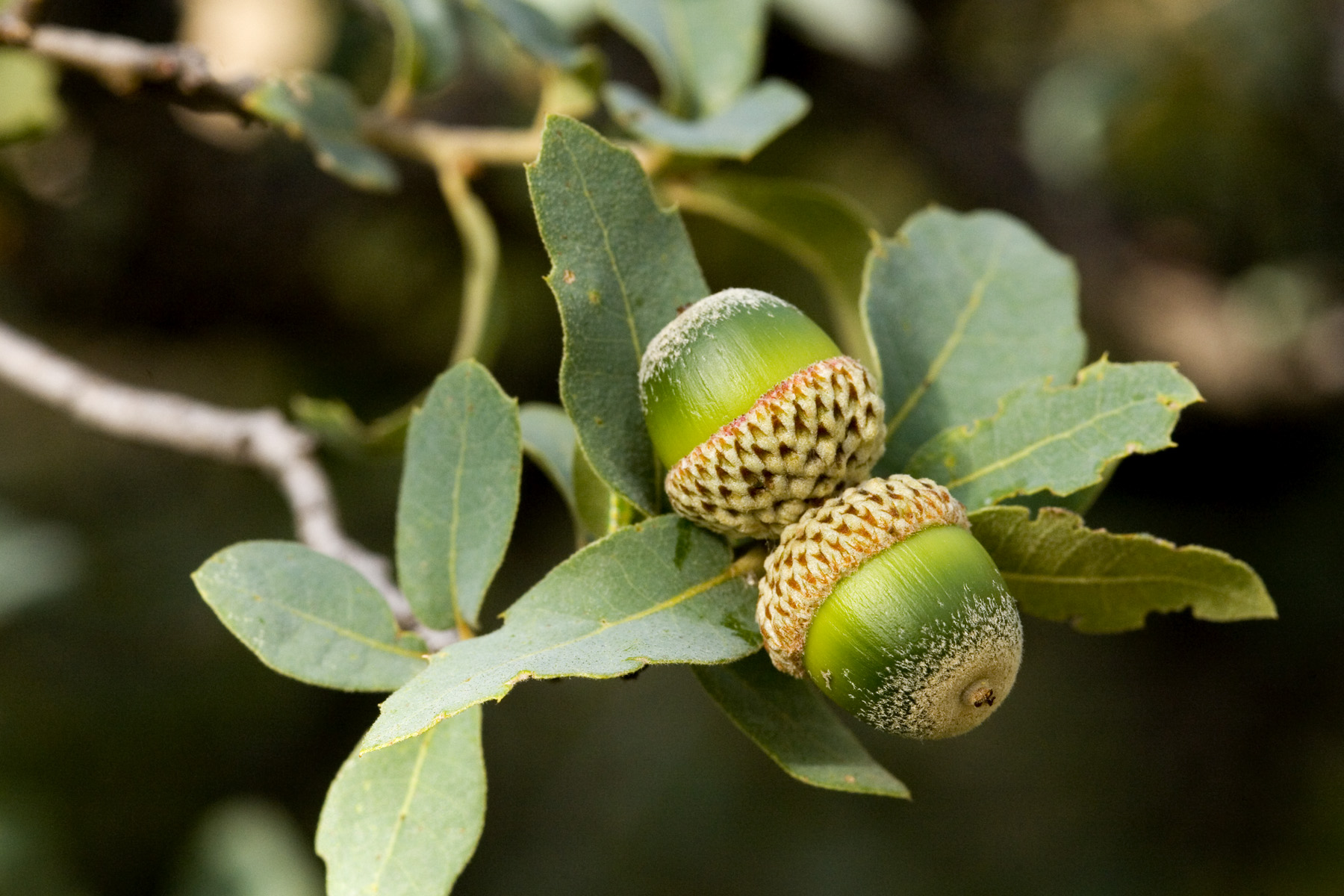
жолуді

Це напіввічнозелений вид, від 2 до 15 метрів заввишки, і може бути як деревом з одним стовбуром, так і клоновим чагарником. Стовбур короткий, шириною 10–30 см. Кора світло-сіра, борозниста в пластинках. Гілочки сірі, рідко або щільно зірчасто-запушені коли молочні. Листки оберненояйцеподібні або довгасто-еліптичні, товсті, жорсткі, 2–4 × 1–3 см; основа округла до серцеподібної; верхівка загострена або тупа; край плоский, цілий або часто в молодості зубчастий, з 1–4 парами зубів; верх сиво-сіро-зелений, трохи блискучий, зі зірчастими волосками; низ сірувато-зелений, волохатий; ніжка запушена, 2–8 мм. Чоловічі сережки завдовжки 4–7 см, містять понад 20 квіток; жіночі суцвіття 1–4 см, з 1–8 квітками. Жолуді однорічні, поодинці або в парі або більше, на ніжці 0–30 мм; горіх світло-коричневий, від яйцюватого до вузько-яйцюватого або еліпсоїдний, 12–18 × 8–12 мм; чашечка глибиною 4–10 мм × шириною 8–15 мм, охоплює до 1/2 горіха.
Період цвітіння: квітень. Період плодоношення: жовтень — грудень.

## Поширення й екологія
Поширений на півдні США (Техас, Нью-Мексико, Колорадо, Аризона) й у Мексиці (Сонора, Коауїла, Чихуахуа, Веракрус, Сан-Луїс-Потосі, Керетаро, Нуево-Леон, Халіско, Ідальго, Сакатекас, Агуаскалієнтес, Дуранго, Гуанахуато).
Населяє магматичні або доломітові схили, дубові рідколісся, ялівцеві рідколісся, пустельні чапаралі; росте на висотах 1500–2600 м.

## Використання
Q. grisea має тверду, важку деревину, вона має невелику комерційну цінність і використовується місцево, головно для стовпів парканів і дров. Однак іноді великі дуби використовують для меблів.

## Загрози
Широкомасштабне очищення лісових масивів для використання як пасовищ для худоби було поширеним у всьому ареалі Q. grisea. Через видобуток деревини, сільське господарство та випас худоби популяція дуба зменшилася. Крім того, основною загрозою для Q. grisea є зміна клімату.